# Framboise
Pour les articles homonymes, voir Framboise (homonymie).

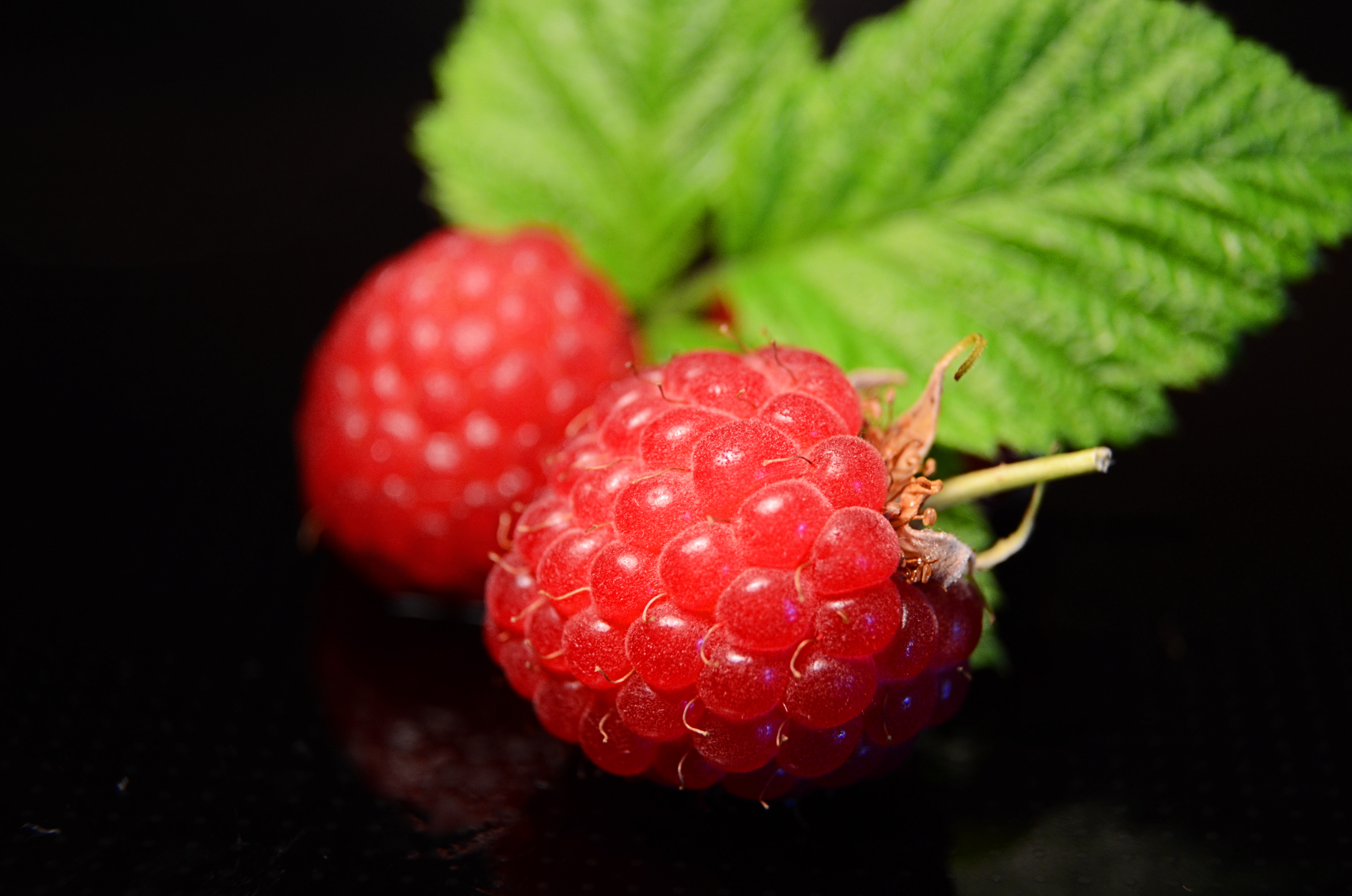
Framboise.

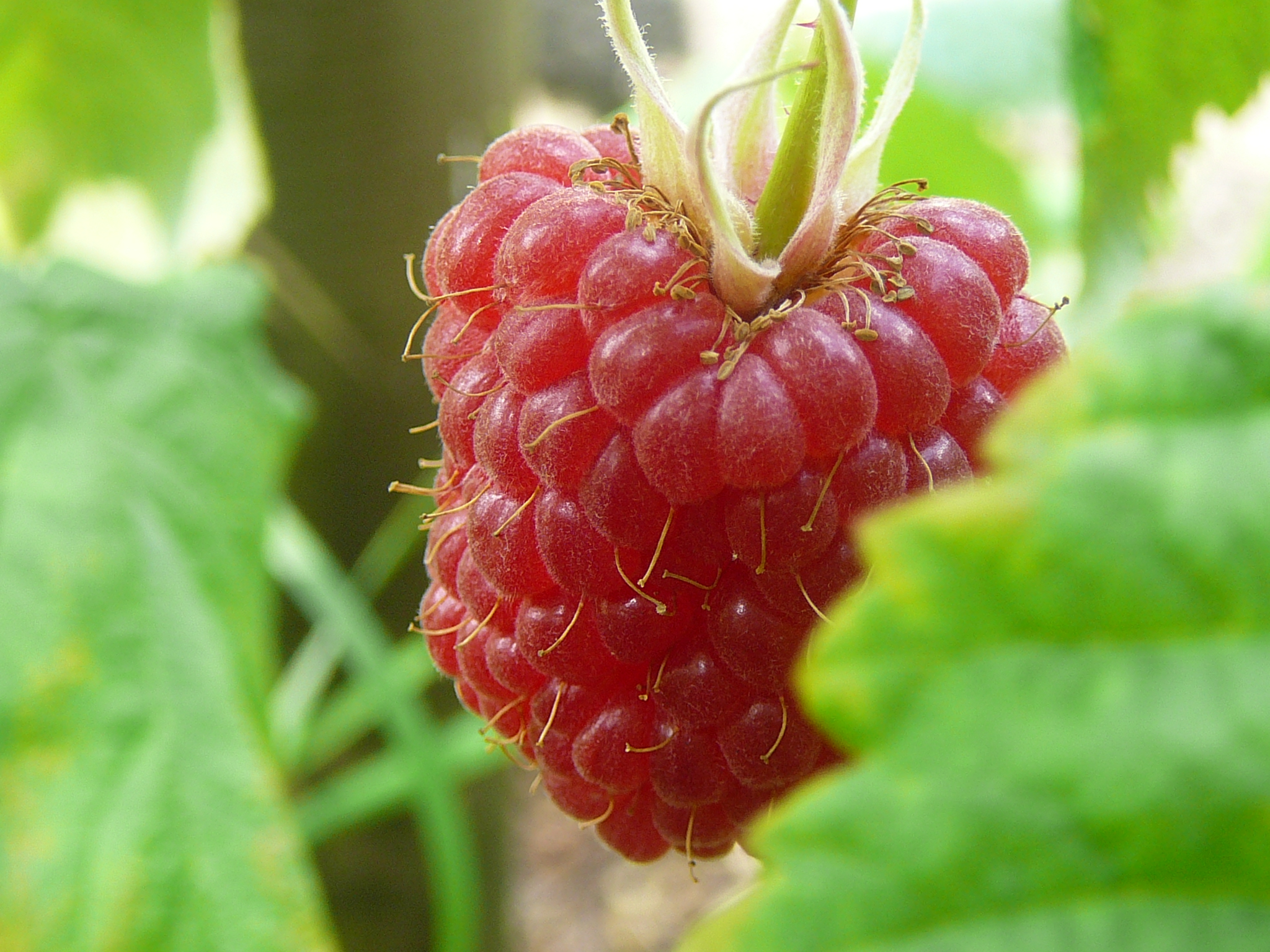
La framboise est une polydrupe constituée de drupéoles finement veloutées (poils microscopiques) et un peu pruinées à maturité, mesurant 5 x 3 mm et conservant au sommet style et stigmate flétris.

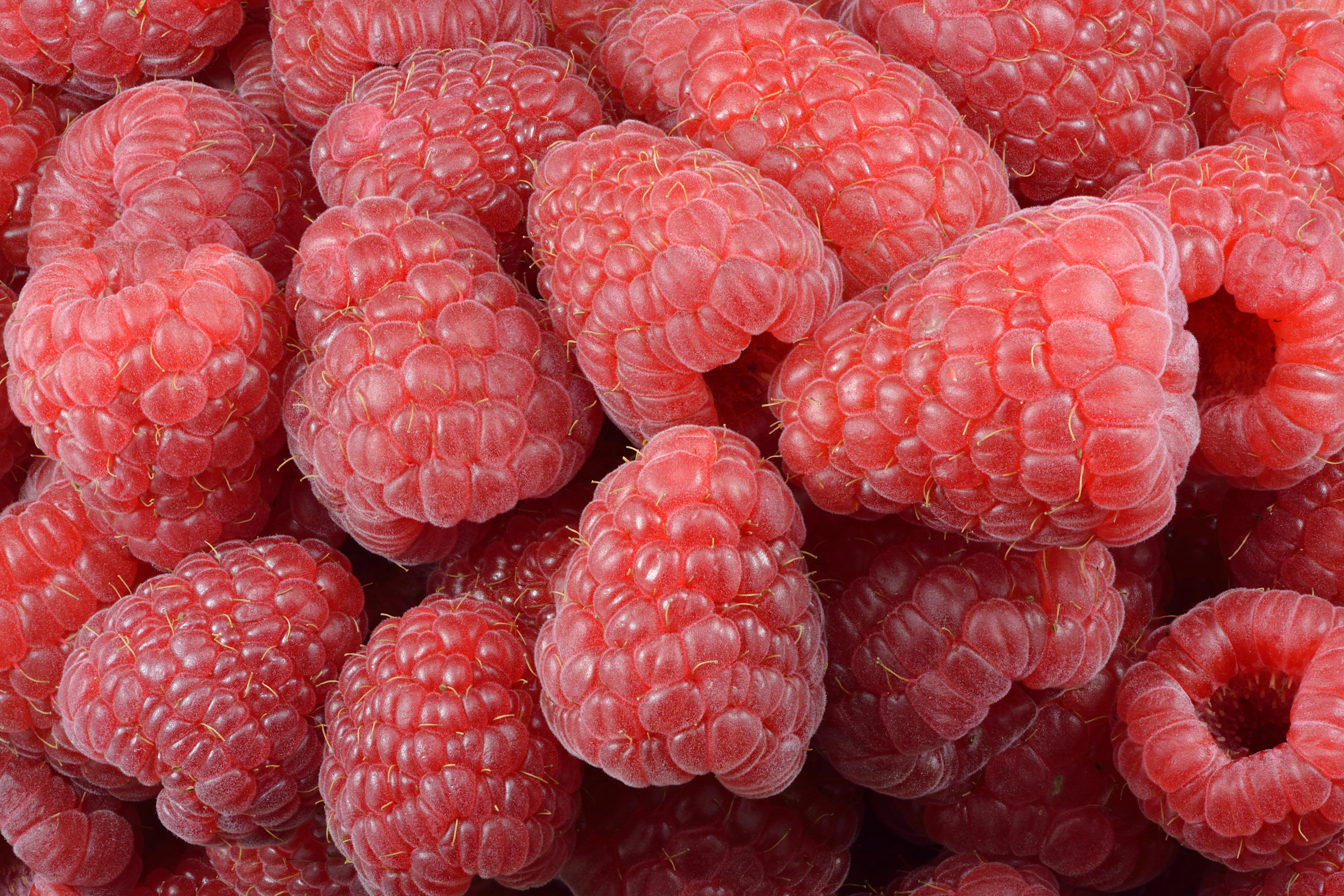
Des framboises.

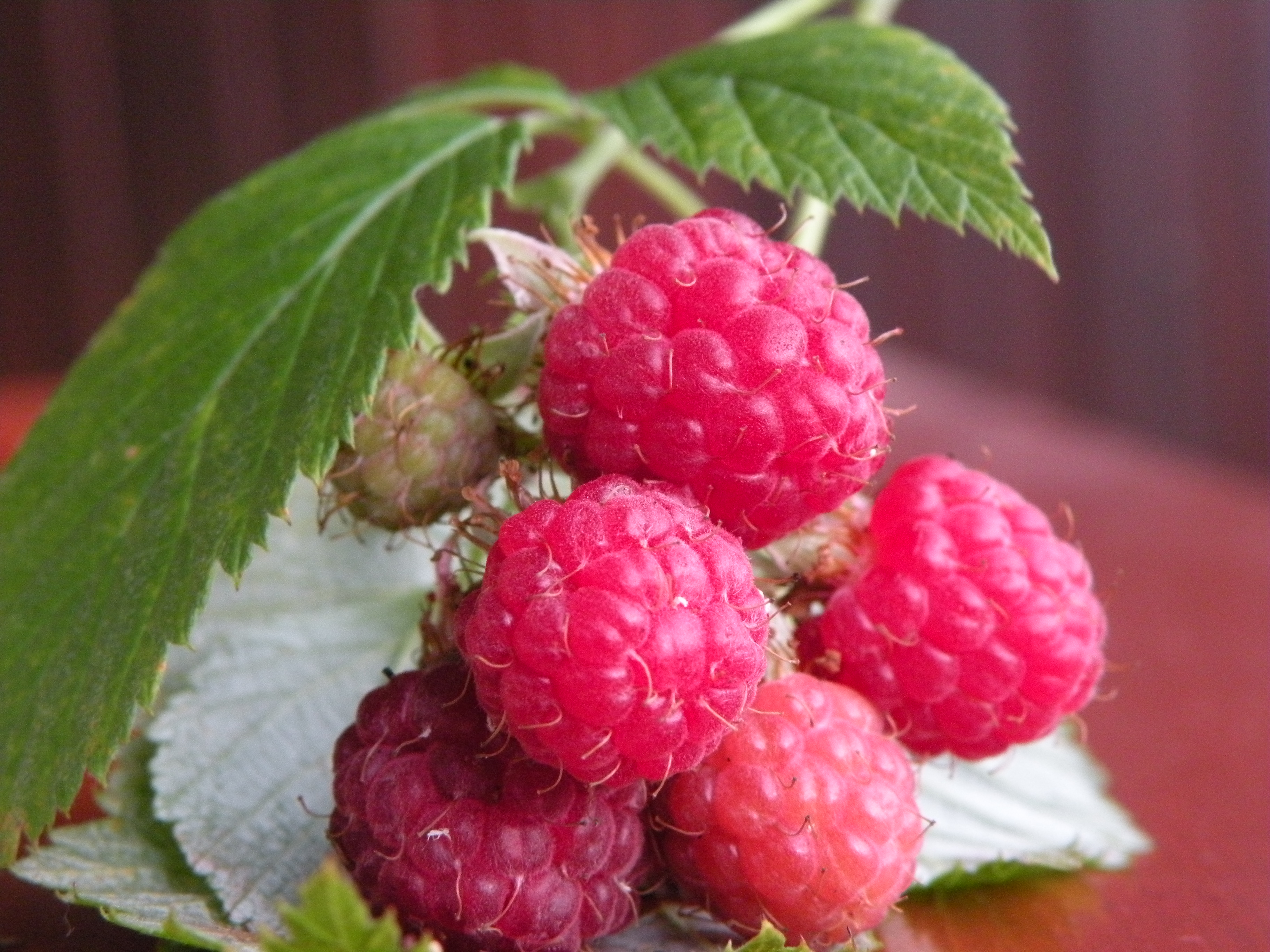
Des framboises sauvages.

La framboise est un fruit rouge issu du framboisier (Rubus idaeus), un arbrisseau de la famille des rosacées. Selon qu'il s'agit de framboisiers sauvages ou cultivés, la framboise pèse de 4 à 10 g, mesure jusqu'à 2,5 cm et compte de 40 à 80 drupéoles. 

## Étymologie
Le terme est mentionné dès le XIIe siècle chez Benoît de Saint-Maure dans son Estoire des Ducs de Normandie. 
Il s'agit d'un composé germanique d'origine vieux bas francique non attesté *brambasi « baie de ronce » Cf. vieux haut allemand brāmberi, allemand Brombeere « mûre » (le consonantisme en [r] s'explique par le rhotacisme du germanique). 
Le mot s'analyse en *bram- « buisson d'épine », « roncier » (cf. anglais broom « genêt », bramble « roncier, (berry) mûre sauvage » ; néerlandais braam « mûre ») et -*basi « baie » (cf. gotique [weina]-basi, néerlandais bes, anglais berry).  
Le passage de [b] à [f] à l'initiale est en partie lié à l'analogie avec le terme fraise, jadis fraie (bas latin fraga), qui s'est vu lui-même doté d'une finale -se à cause de l'influence réciproque du mot framboise.
Aucune autre langue romane ne connaît ce mot, excepté l'espagnol frambuesa et le portugais framboesa qui sont des emprunts au français. L'occitan possède un terme dérivé du latin fraga « fraise » et qui n'a donc pas de rapport direct avec le terme d'oïl, il s'agit du mot fragosta.

## Description

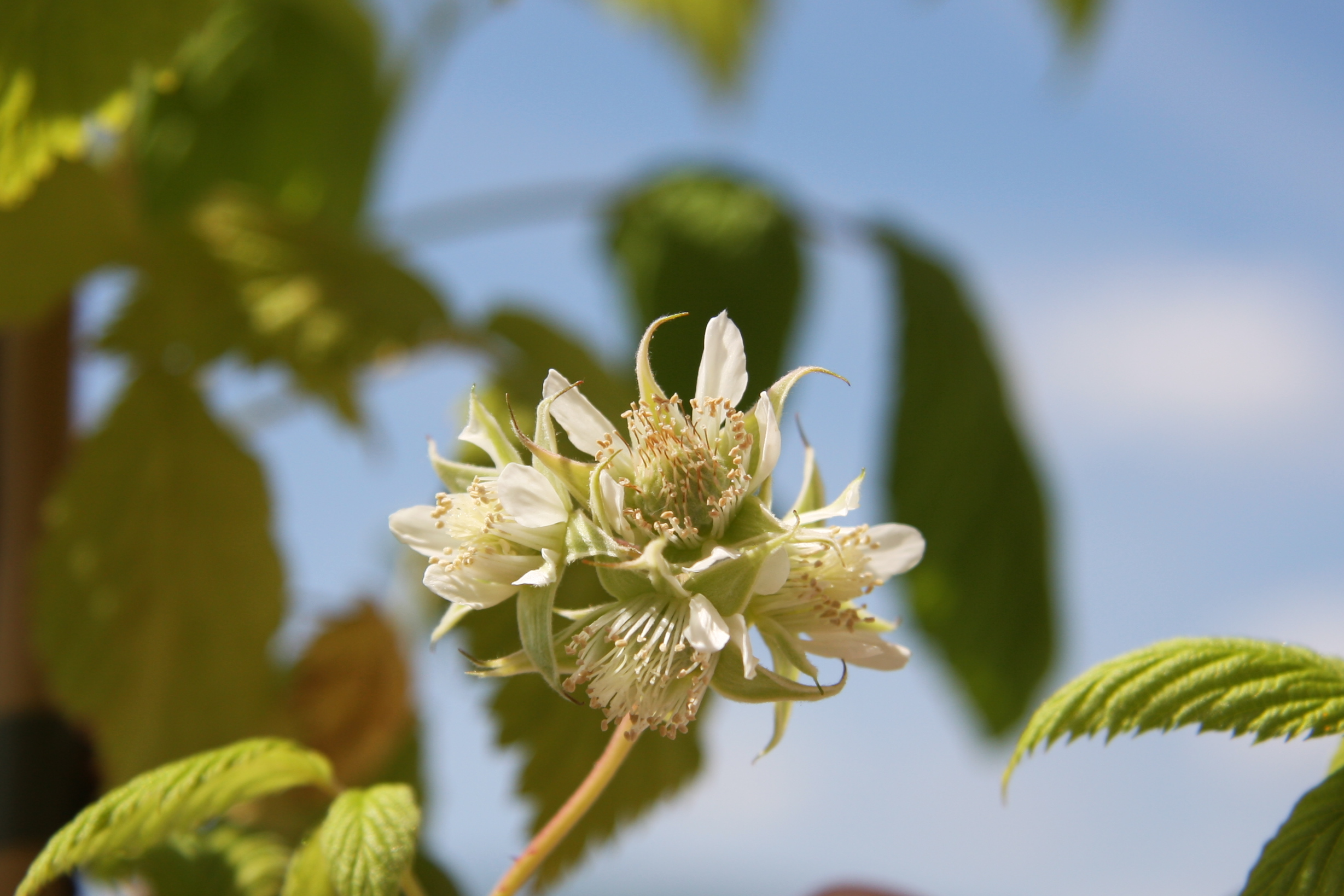
Fleur de framboise.

Ce fruit rouge-rose est issu de la transformation de la quarantaine de minuscules carpelles d'une seule et même fleur, qui se transforment en drupéoles semi-soudées. C'est à la fois un « faux syncarpe », car les carpelles sont attachés mais non fusionnés et une « polydrupe » car chaque drupéole, remplie d'une pulpe juteuse et contenant une graine, a la même structure qu'une drupe. La face externe du fruit est recouverte de poils microscopiques, ce qui donne à la framboise son aspect velouté.
Le framboisier forme naturellement une touffe dont les rameaux se renouvellent annuellement par émission de nouveaux rejets. La multiplication se fait par ces drageons racinés qui sont généralement plantés à l'automne. 
Sur les variétés remontantes, une première petite fructification se fait dès la première année ; mais remontantes ou non remontantes, la grande fructification se fait sur les rameaux de l'année précédente, qui après fructification, se dessèchent et meurent.
De forme ovoïde ou conique, elle a une saveur sucrée accompagnée, selon les variétés, d'une pointe d'acidité. Fruit fragile et délicat, il est généralement présenté en barquettes pour le protéger des chocs et des manipulations.

## Variétés

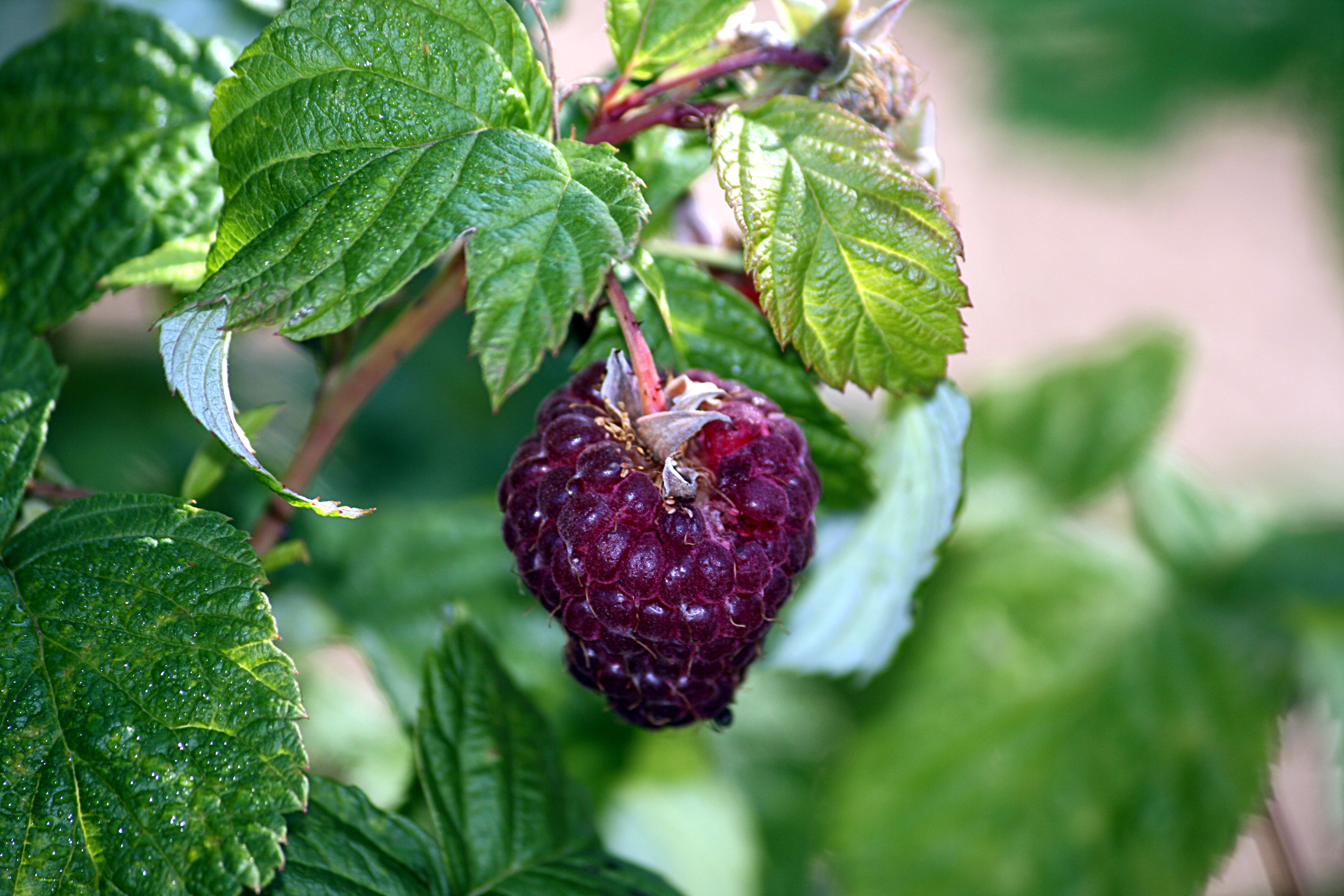
Framboise pourpre.

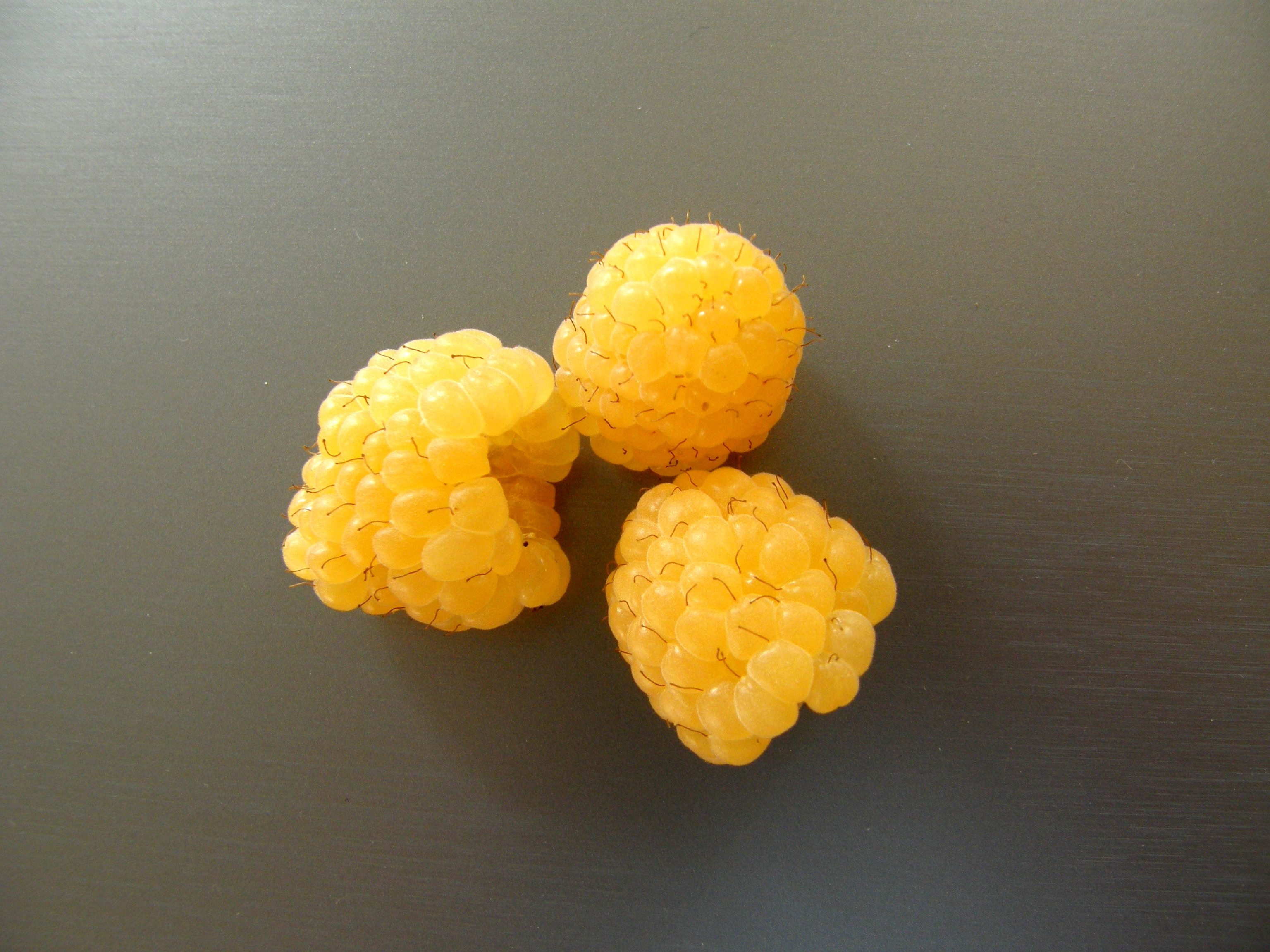
Framboises jaunes.

- framboises noires (sans être des mûres)
- framboises pourpres (roses)
- framboises jaunes
- framboises orange
- framboises ambrées
- framboises blanches

### Remontantes
- Anne
- Baron de Wavre
- Belle de Fontenay
- Berbéranza
- Blissy
- Fallgold
- Héritage
- Joan Squire
- Merveille des quatre saisons
- September
- Souvenir de Désiré Bruneau
- Sucrée de Metz
- Surprise d'automne
- Zeva

### Non remontantes
- Espéranza
- Fertödi kármin
- Fertödi Venus
- Fertödi zamatos
- Gradina
- Grosse de Knevett
- Halibo
- Lloyd George
- Lulu la sucrée
- Malahat
- Malling Exploit
- Malling Promise
- Meeker
- Nootka
- Octavia
- Rouge de Hollande
- Schœnemann
- Sucrée de Metz (jaune rosée)
- Tulameen
- Willamette

## Production
La production annuelle mondiale de framboises est d'environ 870 000 tonnes. Le tableau ci-dessous reprend l'ensemble des pays ayant produit plus de 5 000 tonnes de framboises annuellement entre 2000 et 2018.
|                    | 2018    | 2018  | 2015    | 2010    | 2005    | 2000    | 1990        | 1990  |
| ------------------ | ------- | ----- | ------- | ------- | ------- | ------- | ----------- | ----- |
| Russie             | 166 000 | 19 %  | 138 000 | 125 000 | 175 000 | 130 000 | 80 000      | 26 %  |
| Mexique            | 130 000 | 15 %  | 65 000  | 14 000  | 5 000   | 1 100   | -           | -     |
| Serbie             | 127 000 | 15 %  | 97 000  | 84 000  | 84 000  | 56 000  | 61 000      | 20 %  |
| Pologne            | 116 000 | 13 %  | 80 000  | 93 000  | 55 000  | 40 000  | 28 000      | 9,4 % |
| États-Unis         | 99 000  | 11 %  | 119 000 | 68 000  | 83 000  | 49 000  | 24 000      | 7,8 % |
| Espagne            | 44 000  | 5,0 % | 17 000  | 9 000   | 7 000   | 3 000   | 1 000       | 0,4 % |
| Ukraine            | 35 000  | 4,0 % | 30 000  | 26 000  | 21 000  | 20 000  | voir Russie | -     |
| Bosnie-Herzégovine | 27 000  | 3,2 % | 14 000  | 8 000   | 4 000   | 2 000   | voir Serbie | -     |
| Chili              | 20 000  | 2,3 % | 18 000  | 17 000  | 16 000  | 16 000  | -           | -     |
| Portugal           | 18 000  | 2,1 % | 13 000  | 2 000   | 300     | 1 100   | 100         | 0,0 % |
| Royaume-Uni        | 15 000  | 1,7 % | 17 000  | 17 000  | 12 000  | 10 000  | 19 000      | 6,3 % |
| Azerbaïdjan        | 12 000  | 1,4 % | 12 000  | 11 000  | 10 000  | 1 000   | voir Russie | -     |
| Canada             | 11 000  | 1,3 % | 12 000  | 12 000  | 13 000  | 18 000  | 18 000      | 4,7 % |
| Bulgarie           | 7 000   | 0,9 % | 7 000   | 6 000   | 4 000   | 3 000   | 4 000       | 1,4 % |
| Allemagne          | 7 000   | 0,8 % | 6 000   | 5 000   | 7 000   | 34 000  | 27 000      | 9,0 % |
| Pays-Bas           | 7 000   | 0,8 % | 4 000   | 2 000   | 500     | 400     | 300         | 0,1 % |
| France             | 5 000   | 0,6 % | 4 000   | 4 000   | 6 000   | 8 000   | 6 000       | 2,1 % |
| Hongrie            | 1 100   | 0,1 % | 1 500   | 3 000   | 7 000   | 20 000  | 27 000      | 9,0 % |
| Autres pays        | 23 000  | 2,7 % | 22 000  | 17 000  | 14 000  | 11 000  | 11 000      | 3,6 % |
| Total              | 870 000 | 100 % | 676 000 | 522 000 | 535 000 | 423 000 | 304 000     | 100 % |

Nota : Chiffres arrondis au millier pour les valeurs supérieures à 2 000 tonnes, à la centaine pour les valeurs inférieures.

## Propriétés
Les propriétés nutritionnelles de la framboise sont proches de celles de la fraise. Elle contient notamment de la vitamine E à un taux moindre que la fraise, mais un peu plus de sels minéraux, en particulier du potassium (200 mg aux 100 g). C'est un fruit peu sucré.
La framboise est un fruit connu pour être le plus riche en acide ellagique, un polyphénol antioxydant qui aiderait à prévenir certains cancers. Elle contient aussi des anthocyanines (antioxydant) et de la quercétine au taux moyen de 3 mg/100 g.
Elle facilite le transit intestinal, mais comme tous les fruits à très petits pépins, la framboise est déconseillée aux personnes souffrant de diverticules intestinaux, car les pépins peuvent s'y piéger et provoquer des irritations.

## Chimie
La framboise contient de la 4-(parahydroxyphényl)-2-butanone, une cétone responsable de l’odeur des framboises mûres. Les framboises fraîches évoquent l’odeur du foin fraîchement coupé car elles contiennent aussi de l'ionone, comme le foin.
La molécule responsable de l'arôme de la framboise est le formiate d'éthyle. 
Des astronomes de l'institut Max-Planck de radioastronomie à Bonn en Allemagne ont établi la composition moléculaire d'un nuage de poussière spatiale en analysant le spectre de radiation émis par les régions chaudes près d'une étoile nouvelle dans le secteur de la Voie lactée appelé Sagittarius B2 (notamment en utilisant le radiotélescope de Pico Veleta de l'IRAM situé en Espagne). Ainsi une des molécules présentes parmi les 50 composant le nuage est le formiate d'éthyle. On en conclut de façon anecdotique ou poétique que la Voie lactée a pour goût la framboise.

## Utilisations
La framboise est un fruit fragile qui nécessite d'être manipulé avec précaution. En revanche, elle se congèle très bien, ce qui lui vaut de pouvoir être utilisée en pâtisserie tout au long de l'année.
Les fruits frais peuvent être consommés en saison, nature, avec de la crème, ou comme ingrédient de desserts légers.
Les tartes ou tartelettes à la framboise sur fond de pâte sablée, les framboisiers, les charlottes ou les bavarois comptent parmi les desserts les plus courants et souvent les plus populaires, les pâtissiers ayant généralement recours à des framboises congelées.
On peut confectionner avec les framboises des coulis, des sirops, des gelées, des confitures, des sorbets, etc.
C'est un fruit qui peut se vinifier et l'on trouve des traditions de vin de framboise en Bourgogne ou en Suisse. On fabrique aussi des vinaigres de framboise (directement à partir des seuls fruits macérés) ou des vinaigres à la framboise (en mélangeant des framboises à du vinaigre). 
La framboise peut également se fermenter comme dans les Pyrénées où la boisson Fragosta a été créée (fermentation issue exclusivement de framboises).
Le bonbon belge cuberdon est traditionnellement aromatisé à la framboise.
La bière Framboise est un type de bière à base de bière lambic dans laquelle on fait fermenter des framboises.
La distillation de framboises fermentées procure une eau-de-vie agréablement parfumée.
L'huile de pépins de framboise est utilisée en phytothérapie et parfois incorporée à certains cosmétiques.

## Nutrition
| Éléments nutritifs dans la framboise |                           |                                                  |
| Élément nutritif                     | Valeur (dans 123 grammes) | Apports nutritionnels journaliers conseillés (%) |
| Énergie                              | 64 kcal                   |                                                  |
| Fibres alimentaires                  | 8 g                       | 32 %                                             |
| Sucres                               | 5,4 g                     |                                                  |
| Calcium                              | 30,7 mg                   | 3 %                                              |
| Magnésium                            | 27,1 mg                   | 7 %                                              |
| Fer                                  | 0,8 mg                    | 5 %                                              |
| Manganèse                            | 0,8 mg                    | 41 %                                             |
| Potassium                            | 186 mg                    | 5 %                                              |
| Sodium                               | 1,2 mg                    | 0 %                                              |
| Vitamine C                           | 32,2 mg                   | 54 %                                             |
| Vitamine A                           | 40,6 UI                   | 1 %                                              |
| Vitamine K                           | 9,6 μg                    | 12 %                                             |
| Vitamine B9                          | 25,8 μg                   | 6 %                                              |
| Lutéine et zéaxanthine               | 167 μg                    | NC                                               |

NC : Valeur journalière non connue

## Culture populaire

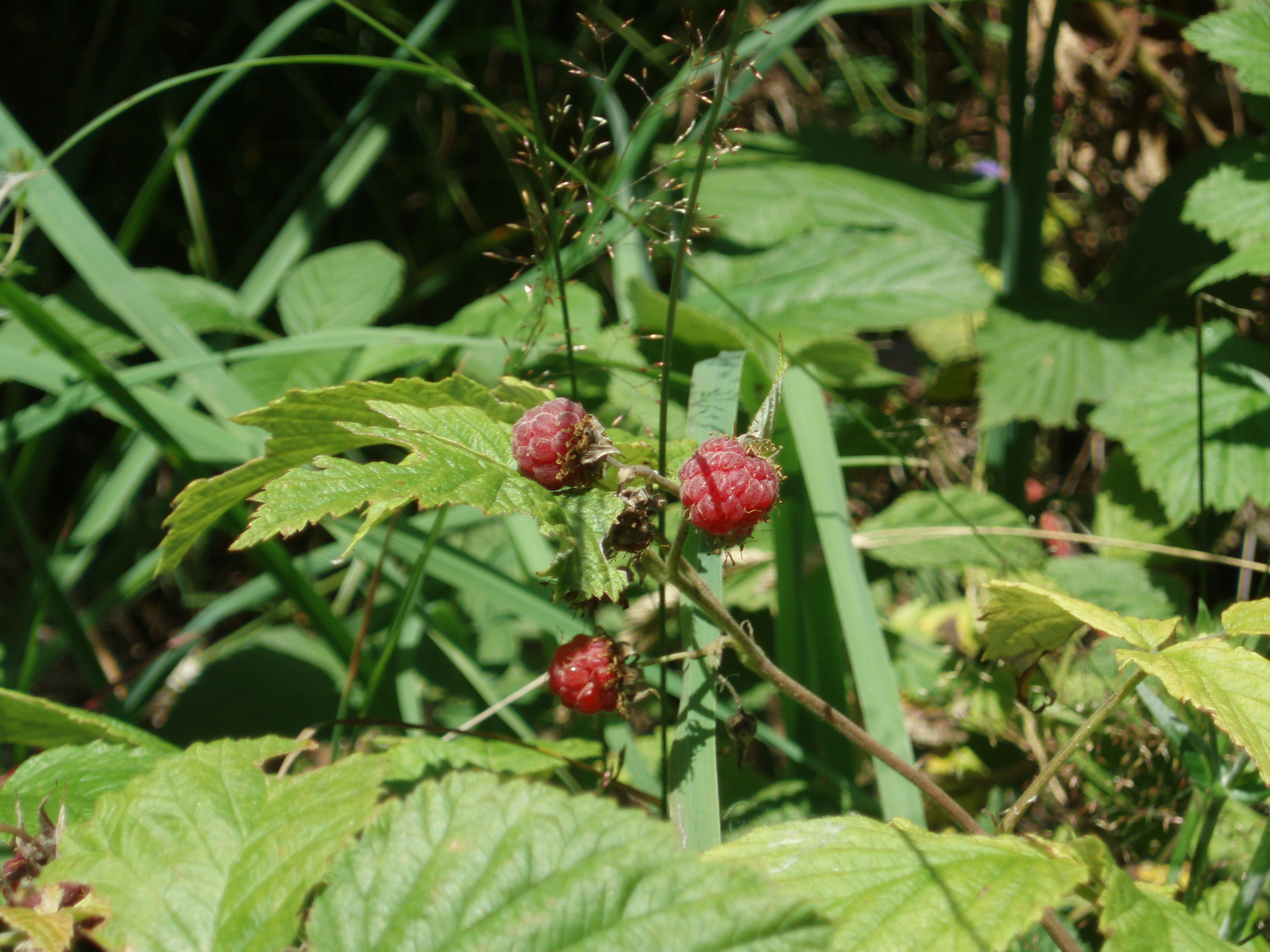
Des framboises sauvages.

- Par sa forme, la framboise est associée aux mamelons. Selon la légende, le fruit tirerait sa couleur rouge du sang d'Ida, fille du roi de Crète et nourrice de Zeus, qui voulant calmer l'enfant criant sans arrêt, lui aurait cueilli des framboises jusqu'alors de couleur blanche, se serait griffé le sein qui en saignant aurait coloré les fruits, d'où le nom botanique du framboisier Rubus idaeus (la ronce d'Ida).

- Boby Lapointe a écrit et interprété en 1960 la chanson Framboise !, une chanson truffée de calembours qui  associent également framboises et seins[15] :